# Niezwykłe życie Timothy’ego Greena
Niezwykłe życie Timothy'ego Greena (ang. The Odd Life of Timothy Green) – amerykański film familijny z 2012 roku oparty na scenariuszu i reżyserii Petera Hedgesa. Wyprodukowany przez Walt Disney Studios Motion Pictures. Zdjęcia kręcono w stanach Georgia i Karolina Północna, a także w Los Angeles.

## Opis fabuły
Cindy (Jennifer Garner) i Jim (Joel Edgerton) Greenowie nie mogą mieć dzieci. Pewnej nocy chłopiec, którego pragnęli mieć, nieoczekiwanie pojawia się w ich domu. Dziesięcioletni Timothy (CJ Adams) na zawsze odmienia ich życie.

## Obsada
- Jennifer Garner jako Cindy Green
- Joel Edgerton jako Jim Green
- Dianne Wiest jako pani Crudstaff
- CJ Adams jako Timothy Green
- Rosemarie DeWitt jako Brenda Best
- Ron Livingston jako Franklin Crudstaff
- David Morse jako James „Big Jim” Green Sr.
- Common jako trener Cal
- Odeya Rush jako Joni Jerome
- Shohreh Aghdashloo jako Evette Onat

i inni